# عمار بو عيسى
عمار حسين بو عيسى، هو لاعب كرة قدم سعودي يلعب كظهير أيمن في نادي العمران.

## مسيرة اللاعب
لعب في الفتح ونادي مضر ونادي الهدى ونادي العمران.